# Хімічна атака на Думу
Хімі́чна ата́ка на Ду́му — епізод громадянської війни в Сирії, що стався 7 квітня 2018 року у місті Дума під час наступу сирійської армії на території, не підконтрольні режиму Башара Асада. Від атаки загинули за різними даними від 40 до 75 осіб, постраждалими стали кількасот цивільних мешканців міста. Опозиційні сили та західні держави поклали вину за інцидент на Башара Асада та його союзників — Росію та Іран.
За повідомленнями російської сторони, озвученими неодноразово до інциденту аж до 6 квітня, терористами готувалася провокація із застосуванням отруйних хімічних речовин [⇨].
Деякі західні ЗМІ стверджували, що атака була здійснена урядовими силами Сирії. Після інциденту представники США, Великої Британії та Франції звинуватили в інциденті сирійський уряд, а в ніч з 13 на 14 квітня збройними силами цих країн було завдано авіаудар[⇨].

## Передісторія
Дума — місто в східній Гуті. Під час громадянської війни довгий час знаходилося в руках опозиції. У лютому 2018 року в Східній Гуті почався наступ урядових військ. До кінця березня більша частина бойовиків та їхніх сімей з міст Східної Гути погодилися на переговори та були відправлені в провінцію Ідліб. Бойовики в місті Дума відмовилися від насильницького переміщення з міста. Переговори затяглися, але незабаром було досягнуто згоди.
Згідно зі звітами Human Rights Watch, зафіксовано 85 інцидентів застосування хімічної зброї в Сирії починаючи з 2012 року.
За день до події, 6 квітня, російська влада заявляла, що члени «Фронт ан-Нусра» і «Сирійська вільна армія» готують в підконтрольних їм районах атаки із застосуванням хлору. Ще раніше схожу заяву робив президент РФ Володимир Путін. Агентство ТАРС повідомляло про імовірно підготування повстанцями «інсценування із застосуванням отруйних речовин», спрямованої на те, щоб «сфабрикувати звинувачення на адресу сирійської армії».

## Повідомлення про атаку
Про хімічну атаку в контрольованому угрупуванням Джейш аль-Іслам сирійському місті Дума повідомили 7 квітня відразу кілька неурядових організацій, включаючи сирійську гуманітарну організацію «Білі шоломи». Голова «Білих шоломів» Раїд ас-Салех заявив, що в результаті атаки задихнулися 70 осіб, а ще кілька сотень знаходяться в критичному стані. За його версією, бомбу із зарином скинув вертоліт сирійських ВПС. У ряді інших повідомлень також говорилося про застосування бомби з хлором. Неурядові організації, що підтримують сирійську опозицію, розмістили в Інтернеті фото — і відеоматеріали, якими вони підтверджують факт хімічної атаки.
Всесвітня організація охорони здоров'я (ВООЗ) заявила, що  «партнери у сфері охорони здоров'я», що співпрацюють з нею, повідомили про те, що загинуло понад 70 осіб, причому у 43 загиблих смерть наступила в результаті розвитку симптомів, аналогічних симптомів отруєння високотоксичними хімічними речовинами, близько 500 осіб були доставлені в заклади охорони здоров'я з ознаками і симптомами, характерними для отруєння токсичними хімічними речовинами. Зокрема, у постраждалих було відзначено сильне подразнення слизових оболонок, порушення дихання та роботи центральної нервової системи. Тарік Язаревіч, офіційний представник ВООЗ, заявив 10 квітня 2018, що організація не має доступу в місто Дума і не може підтвердити інформацію про застосування там хімічної зброї.

## Розслідування
9 квітня в російському Центрі по примиренню ворогуючих сторін в Сирії оголосили про те, що військові лікарі відвідали медичний заклад Думи і не виявили у пацієнтів, які перебували на лікуванні там ознак хімічного отруєння або впливу отруйних речовин.
14 квітня NBC News повідомили про те, що в розпорядженні США виявилися зразки крові і сечі, взяті у постраждалих під час передбачуваної хімічної атаки в Думі. У цих аналізах виявили хлор і нервово-паралітичну отруйну речовину.
За даними CBC News на 16 квітня, їх кореспондент опитав одного з жителів Думи, і той повідомив зі слів його сусіда, що «раптово навколо з'явився газ, ... ми не могли дихати, а запах був як у хлору».
Міністерство закордонних справ Сирії 16 квітня повідомило, що місія ОЗХЗ (Організація із заборони хімічної зброї) приступила до роботи в місті Дума [10].  Інспектори ОЗХЗ змогли відвідати Думу лише 21 квітня. Сирійські і російські військові, які контролювали місто, два тижні не допускали в нього інспекторів. Британські та американські представники в ОЗХЗ звинуватили Росію в перешкоджанні роботі місії. Як повідомив представник Швеції, Дамаск і Москва пояснили недопуск експертів в Думу побоюваннями за їхню безпеку. 
Заступник міністра закордонних справ РФ Сергій Рябков пояснив затримку тим, що «Департамент безпеки Секретаріату ООН не дає згоди на виїзд експертів ОЗХЗ на місце передбачуваної події». Представник Великої Британії в ОЗХО Пітер Вілсон заявив, що ООН узгодила відправку інспекторів, але вони не потрапили в Думу, тому що Сирія і Росія не змогли гарантувати їх безпеку.
Представник США в ОЗХЗ Кеннет Уорд заявив, що Росія, можливо, знищує докази на місці передбачуваної хімічної атаки. Міністр закордонних справ Росії Сергій Лавров в інтерв'ю Бі-бі-сі категорично відкинув це. 
Журналісти американського телеканалу One America News відвідали місто в супроводі представників сирійської влади, і 16 квітня вони повідомили, що після огляду місця передбачуваного інциденту радіусом близько сотні метрів і опитування 30-40 місцевих жителів, які повинні були бути дуже близько до місця передбачуваної атаки, вони не знайшли ознак хімічної атаки або  відомостей про неї. За повідомленням телеканалу, журналісти знайшли лікарню, що знаходилася поруч і опитали її медперсонал, і лікарі розповіли, що 7 квітня був звичайний день і не відрізнявся від інших днів. Однак, за їхніми словами, в лікарню увірвалися невідомі люди з «жертвами», знімаючи все на відео, і ці люди кричали про хімічну атаку. Далі вони пішли і на цьому подія закінчилася. Журналісти спілкувалися також з головним хірургом лікарні, який підтвердив, що в лікарню не надходило постраждалих з ознаками хімічних отруєнь.
Міжнародна експертно-журналістська група Bellingcat, Проаналізувавши відео і фотоматеріали з Сирії, прийшла до висновку, що застосування хімічної зброї в Думі є вкрай ймовірним. Однак в Bellingcat поставили під сумніви достовірність повідомлень про застосування в Думі зарину.
Близькосхідний кореспондент The Independent Роберт Фіск відвідав сирійську клініку Думи, розмовляв з місцевими жителями і з одним з лікарів - 58-річним Ассімом Рахаібані (англ. Assim Rahaibani). 16 квітня Роберт Фіск повідомив, що лікар підтвердив, що це справжнє відео і воно було знято на зазначеному місці. Однак при цьому Ассім Рахаібані сказав, що на цьому відео показані люди, які страждають від гіпоксії, викликаної не отруєння газом, а пилом, що піднявся через артобстріл і рознесений сильним вітром. Роберт Фіск спілкувався з безліччю інших жителів, і по його повідомленням, ніхто з опитаних ніколи не вірив в «газові історії».
Інший лікар Халіль аль-Джейш зазначив, що в той день, 7 квітня, працював у відділенні невідкладної допомоги і приймав хворих і постраждалих в результаті бойових дій. Ось його слова: «В районі сьомої вечора до нас почали надходити пацієнти з ознаками задухи, близько 15 осіб, вони надихалися димом і пилом. Їх симптоми були пов'язані з труднощами дихання, ніяких інших симптомів у них не було. Це сталося в результаті бомбардування».
17 квітня російський державний телеканал «Звезда» повідомив, що російські військові виявили в місті Дума лабораторію бойовиків зі створення хімзброї і секретний склад, де вони зберігали компоненти для нього. На ньому були виявлені такі ж балони, як і на відеокадрах з наслідками передбачуваної хімічної атаки.
Лікарі Думської лікарні також спростували дані про надходження хворих з ознаками хімічного отруєння. Очевидець подій лікар Халіль аль-Джейш заявив про відсутність у пацієнтів симптомів застосування хімзброї. Він зазначив, що 7 квітня, працював у відділенні невідкладної допомоги і приймав хворих, і постраждалих в результаті бойових дій, і симптоми були пов'язані з труднощами дихання результаті бомбардування, ніяких інших симптомів у них не було. Він також розповів, що потім прийшов «чоловік з "Білих касок" і став кричати» про нібито застосування хімзброї.
Згідно з попередньою доповідю ОЗХЗ, опублікованій 6 липня 2018, при атаці в сирійському місті Дума 7 квітня 2018 року застосовувався хлор: різні сліди хімічних органічних речовин, які містять хлор, разом із залишками вибухових речовин, знайдені в зразках, взятих у двох місцях. Слідів нервово-паралітичних речовин виявлено не було. Рейтер уточнив, що зразки для дослідження були взяті з газових балонів, знайдених на місці події.
У березні 2019 року ОЗХЗ підготувала остаточну доповідь в якій стверджується, що в квітні 2018 року під час хімічної атаки в сирійському місті Дума використовувався токсичний хімікат, що містить реактивний хлор. Місія ОЗХЗ по встановленню фактів працювала з показаннями свідків, результатами аналізів проб з місця атаки і іншими даними.
25 листопада 2019 року генеральний директор ОЗХЗ Фернандо Аріас відкриваючи 24-у сесію конференції держав-учасниць ОЗХЗ в Гаазі заявив — «Місією ОЗХЗ по встановленню фактів застосування хімзброї в Сирії (МУФС) продовжує свою роботу щодо тверджень про застосування хімічної зброї в Сирії».
В кінці листопада 2019 року WikiLeaks опублікував лист одного зі співробітників місії ОЗХЗ в Сирії голові організації Роберту Фейрвезеру, в якому говорилося, що доповідь про розслідування в Думі була відредагована. Зокрема, з неї прибрали згадку, що місія не знайшла достатньо підтверджень того, що в виявлених на місці «атаки» балонах була отруйна речовина, зауваження комісії з приводу симптомів постраждалих, які відрізнялися від тих, що бувають при хімічному отруєнні, а також фрагмент, в якому розповідалося про розташування балонів на місці події.
Пізніше в загальний доступ потрапив документ з інженерною оцінкою експерта ОЗХЗ Іена Хендерсона. У ньому зазначено, що спостереження, зроблені в двох місцях події, дозволяють припустити, що балони ніяк не скинули з повітря, а поклали. Крім того, група фахівців на чолі з Хендерсоном провела кілька тестів, що імітують ситуацію, і прийшла до висновку, що в одному випадку сліди від передбачуваного удару балона не збігаються з пошкодженням бетонної даху, а в другому — що клапан балона залишився недоторканим, хоча це неможливо після того, як він пролетів через перекриття стелі.
21 січня 2020 року колишній інспектор Організації по забороні хімічної зброї Ян (Єн) Хендерсон заявив, що доповідь ОЗХЗ про інцидент в Думі, представлена в липні 2018 року, була суперечливою і «висновки в підсумковій доповіді суперечили або були повністю протилежні тому, що з'ясувала група під час і після поїздки в Думу». За його словами, хіматаки в місті Дума не було. У той же день Росія на засіданні Радбезу ООН, присвяченому обговоренню доповіді ОЗХЗ про підсумки розслідування інциденту в Думі в 2018 році, представила докази фальсифікації застосування хімзброї.

## Реакція і наслідки
Президент США Дональд Трамп заявив, що у відповідь на хімічну атаку збирається нанести удар по сирійській армії.  Президент Франції Емманюель Макрон, який раніше заявляв, що в разі застосування сирійським урядом хімічної зброї Франція завдасть удар по хімічним об'єктів, підтримав США. Прем'єр-міністр Великої Британії Тереза Мей сказала, що перш ніж ухвалити рішення про удар, їй потрібно більше доказів.
Сирійські державні ЗМІ заявили, що повідомлення про хімічну атаку вигадані бунтівниками, які усвідомлюють неминучість своєї поразки і намагаються перешкодити просуванню урядових військ.
Начальник російського Центру по примиренню ворогуючих сторін в Сирії генерал-майор Юрій Євтушенко категорично відкинув використання сирійською армією хімічної зброї проти повстанців в Східній Гуті. 14 квітня президент Росії Володимир Путін заявив, що США використовували інсценування застосування отруйних речовин проти цивільного населення, щоб нанести удар по Сирії. За твердженням його прес-служби, на місці інциденту побували російські військові експерти, і вони не виявили слідів застосування хлору або іншої отруйної речовини, а також не знайшли місцевих жителів, які б підтвердили факт хімічної атаки.
Представник США при ОЗХЗ Кеннет Уорд заявив, що продовжуючи покривати використання Башаром Асадом хімічної зброї, Російська Федерація не тільки стала його моральним спільником, а й зрадила міжнародну Конвенцію про заборону хімічної зброї та Резолюцію 2118 Ради Безпеки ООН.
Рада безпеки ООН 9 квітня провела таке екстрене засідання для обговорення передбачуваної хімічної атаки в Думі. На голосуванні в Раді безпеки ООН Росія, застосувавши право вето, заблокувала прийняття резолюції, запропонованої США. Проти цього проекту також проголосувала Болівія. Постійний представник КНР утримався. 12 голосів учасників Ради було подано «за». Пізніше Рада відхилила і російський проект резолюції. За нього голосували представники шести держав, проти - сімох, ще двоє утрималися [39].

### Військові удари
В ніч з 13 на 14 квітня США, Франція та Велика Британія завдали ударів по Сирії. Удару зазнали дослідний центр в Дамаску, імовірно, пов'язаний з виробництвом хімічної і біологічної зброї, і два склади з хімічною зброєю в провінції Хомс.
Згідно з даними Міністерства оборони Росії удару зазнали шість військових аеродроми (чотири з яких не постраждали). А, також об'єкти в районі населених пунктів Барз і Джарамані, які ймовірно відносяться до так званої «військової хімічної програмт» Дамаска, які давно не використовуються, людей і обладнання на них не було.
У нападі використовувалися ракети «Томагавк», 4 американські кораблі, два з яких базуються в Червоному морі, один в Перській затоці і ще один в Середземному морі, американські бомбардувальники B-1, з яких було виконано запуск крилатих ракет повітряного базування, 4 британських літака Tornado з авіабази Акротирі, які завдали удари в провінції Хомс, один французький фрегат в Середземному морі, і кілька французьких літаків Mirage і Rafale.
Сирійське телебачення повідомило, що сирійська ППО відреагувала на атаку і збила 13 ракет. За твердженням Генштабу РФ збита 71 ракета з 103.
За заявою Пентагону, сирійські ППО випустили 40 ракет класу «земля-повітря», жоден літак і жодна крилата ракета не були перехоплені.